# Lansford (Dakota du Nord)
Pour les articles homonymes, voir Lansford.
La ville de Lansford est située dans le comté de Bottineau, dans l’État du Dakota du Nord, aux États-Unis. Sa population s’élevait à 245 habitants lors du recensement de 2010, estimée à 249 habitants en 2016.

## Histoire
Lansford a été fondée en 1903.

## Démographie
| Groupe            | Lansford | Dakota du Nord | États-Unis |
| ----------------- | -------- | -------------- | ---------- |
| Blancs            | 96,7     | 90,0           | 72,4       |
| Métis             | 1,2      | 1,8            | 2,9        |
| Amérindiens       | 0,4      | 5,4            | 0,9        |
| Afro-Américains   | 1,2      | 1,2            | 12,6       |
| Autres            | 0,4      | 1,6            | 11,2       |
| Total             | 100      | 100            | 100        |
|                   |          |                |            |
| Latino-Américains | 3,7      | 2,0            | 16,7       |

| 1910 | 1920 | 1930 | 1940 | 1950 | 1960 |
| ---- | ---- | ---- | ---- | ---- | ---- |
| 456  | 337  | 353  | 300  | 352  | 382  |

| 1970 | 1980 | 1990 | 2000 | 2010 | - |
| ---- | ---- | ---- | ---- | ---- | - |
| 296  | 294  | 249  | 253  | 245  | - |

Selon l’American Community Survey, pour la période 2011-2015, 96,94 % de la population âgée de plus de 5 ans déclare parler l'anglais à la maison et 3,06 % déclare parler l'espagnol.

## Source
- (en) Cet article est partiellement ou en totalité issu de l’article de Wikipédia en anglais intitulé « Lansford, North Dakota » (voir la liste des auteurs).